# Фёдоров, Пётр Еремеевич

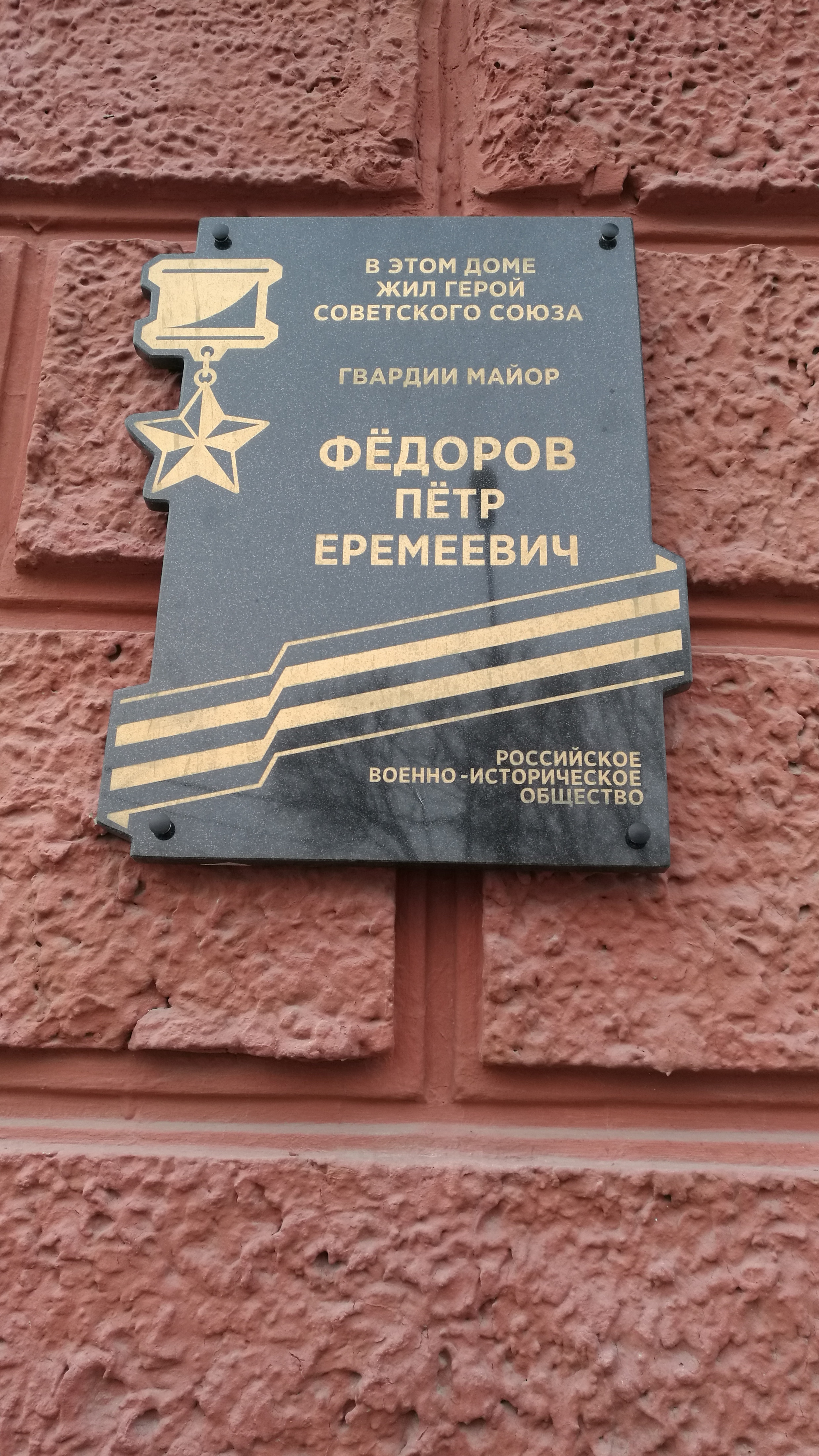
Мемориальная доска на ул. Водопроводная, 36, г. Тюмень.

Пётр Еремеевич Фёдоров (07.12.1914 — 20.04.1993) — советский военнослужащий, участник Великой Отечественной войны, Герой Советского Союза, командир 1-го танкового батальона 55-й гвардейской танковой Васильковской ордена Ленина Краснознамённой. орденов Суворова и Богдана Хмельницкого бригады 7-го гвардейского танкового корпуса 3-й гвардейской танковой армии 1-го Украинского фронта, гвардии майор.

## Биография
Родился 30 ноября 1915 года в селе Колесниково ныне Заводоуковского района Тюменской области в крестьянской семье. Окончил 7 классов и школу автотракторных механиков в городе Магнитогорск Челябинской области. Работал механиком в совхозе.
В Красной Армии с 1936 года. Участвовал в боях в районе озера Хасан в 1938 году. В 1941 году окончил курсы младших лейтенантов. На фронте в Великую Отечественную войну с 1941 года. Член ВКП(б)/КПСС с 1943 года.
1-й танковый батальон 55-й гвардейской Васильковской ордена Ленина Краснознамённой орденов Суворова и Богдана Хмельницкого танковой бригады под командованием гвардии майора Петра Фёдорова, действуя в передовом отряде, 13 января 1945 года овладел железнодорожной станцией польского города Енджеюв, нанеся неприятелю значительный урон.
18 января 1945 года вверенный гвардии майору Фёдорову батальон первым ворвался в польский город Велюнь, форсировал реку Просна, разведал подходы к реке Одер и обеспечил переправу других частей 55-й гвардейской танковой бригады.
Указом Президиума Верховного Совета СССР от 10 апреля 1945 года за образцовое выполнение боевых заданий командования и проявленные при этом мужество и героизм гвардии майору Фёдорову Петру Еремеевичу присвоено звание Героя Советского Союза с вручением ордена Ленина и медали «Золотая Звезда».
После войны П. Е. Фёдоров продолжал службу в армии. В 1949 году он окончил Высшую офицерскую бронетанковую школу в Ленинграде. С 1956 года подполковник Фёдоров П. Е. — в запасе.
Полковник в отставке Фёдоров жил в городе Тюмень. Скончался 20 апреля 1993 года. Похоронен в Тюмени на Червишевском кладбище.
Награждён орденом Ленина, двумя орденами Красного Знамени, орденом Александра Невского, двумя орденами Отечественной войны 1-й степени, двумя орденами Красной Звезды, медалями.
В Тюмени на доме, в котором жил Герой, установлена мемориальная доска.